# Українсько-гамбійські відносини
Українсько-гамбійські відносини (англ. Relations of the Gambia and Ukraine) — міждержавні двосторонні відносини між Україною та Гамбією у галузях міжнародної політики, торгівлі, економіки, освіти, науки, гуманітарних і культурних питань загалом тощо.

## Історія
Гамбія визнала незалежність України 2 липня 1999 року.

## Політичні
Делегація Гамбії утрималась під час голосування 27 березня 2014 року на Генеральній Асамблеї ООН проекту резолюції «Територіальна цілісність України».
Делегація Гамбії утрималася при прийнятті резолюції «Ситуація з правами людини в Автономній Республіці Крим та м. Севастополь (Україна)» у грудні 2017, у грудні 2019 та у грудні 2020 року, та не брала участь у голосуваннях у грудні 2016 та у грудні 2018 року.
Делегація Гамбії не брала участь при прийнятті резолюції «Проблема мілітаризації АР Крим та м. Севастополь (Україна), а також районів Чорного та Азовського морів» у грудні 2018, у грудні 2019 та у грудні 2020 року.
2017 року Гамбія офіційно підтримала заявку України на набуття статусу спостерігача в Організації ісламського співробітництва.

### Офіційні візити
12-14 липня 2001 року з робочим візитом в Україні перебував президент Гамбії Ях'я Джамме.
У лютому 2002 року під час робочого візиту до України урядової делегації Гамбії на чолі з державним секретарем (міністром) у закордонних справах Б. Джагне було підписано контракт на будівництво на Київському суднобудівному і судноремонтному заводі трьох поромів, досягнуто принципової домовленості щодо замовлення в Україні двох суховантажних суден дедвейтом по 5 тис. тонн кожне.
28 квітня — 2 травня 2004 року відбувся робочій візит до України офіційної делегації з Гамбії на чолі з держсекретарем у закордонних справах Б. Джагне та держсекретарем з питань промисловості, будівництва та інфраструктури Б. Гарба-Джахумфа.

### Дипломатичні
Дипломатичні відносини між двома країнами були встановлені 2 липня 1999 року, шляхом підписання відповідного спільного комюніке в місті Нью-Йорк (США). Ні посольства України в Гамбії, ні гамбійського в Україні не створено. Функції першого виконує посольство України в Сенегалі, а другого — посольство Гамбії в Росії (Москва).

## Економічні
12 липня 2001 року було підписано Угоду між урядом України та урядом Гамбії про сприяння та взаємний захист інвестицій.
Український експорт до Гамбії 2019 року склав 27,61 млн доларів США, що на 3,6 млн більше за попередній рік. Вивозяться: чорні метали (47,6 %), м'ясо та їстівні субпродукти (23,0 %), молоко та молочні продукти, яйця птиці, натуральний мед (21,7 %).
Імпорт товарів з Гамбії впродовж 2017—2020 років був відсутній.

## Культурно-гуманітарні
Історично, з радянських часів, у спеціалізованих вузах України було підготовлено значну кількість військових спеціалістів для потреб збройних сил Гамбії. За даними Українського державного центру міжнародної освіти Міністерства освіти і науки України, станом на 2019/2020 навчальний рік в українських вищих навчальних закладах навчалися 55 громадян Гамбії.